# 斯托爾貝格的朱麗安娜

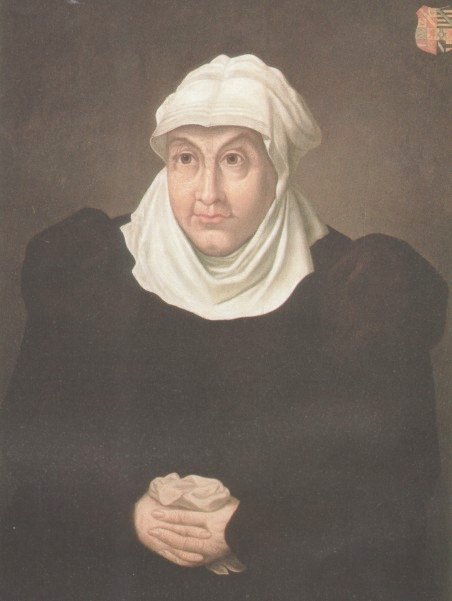
斯托爾貝格的朱麗安娜

斯托爾貝格的朱麗安娜（德語：Juliana zu Stolberg，1506年2月15日—1580年6月18日），荷蘭國父「沉默者」威廉的母親，斯托爾貝格-維尼格羅德伯爵波多三世的女兒。

## 家庭
1523年，朱麗安娜與哈瑙-明岑貝格伯爵腓力二世結婚，兩人共有2子2女：
1. 卡塔里娜（英语：Katharina of Hanau, Countess of Wied）（1525年—1581年）
2. 腓力三世（英语：Philipp III, Count of Hanau-Münzenberg）（1526年—1561年）
3. 萊茵哈德（德语：Reinhard von Hanau-Münzenberg）（1528年—1554年）
4. 朱麗安娜（1529年—1595年）

1531年，朱麗安娜與拿騷-迪倫堡伯爵威廉一世結婚，兩人共有5子6女：
- 威廉（1533年—1584年），奧蘭治親王
- 約翰（1536年—1606年）
- 路易（1538年—1574年）
- 瑪麗亞（英语：Maria of Nassau (1539–1599)）（1539年—1599年）
- 阿道夫（英语：Adolf of Nassau (1540–1568)）（1540年—1568年）
- 安娜（英语：Anna of Nassau-Dillenburg (1541–1616)）（1541年—1616年）
- 伊莉莎白（英语：Elisabeth of Nassau-Dillenburg）（1542年—1603年）
- 凱薩琳（1543年—1624年）
- 朱莉安妮（英语：Juliane of Nassau-Dillenburg (1546–1588)）（1546年—1588年），
- 瑪格達列娜（英语：Magdalena of Nassau-Dillenburg）（1547年—1633年）
- 亨利（英语：Henry of Nassau-Dillenburg）（1550年—1574年）